# 尤卡索姆
尤卡索姆（英語：Yuksom）是印度錫金邦加爾辛格縣的一個歷史城鎮。1642年彭措南嘉建立錫金王國後，將尤卡索姆定為首都，1670年遷都到拉布登策。
錫金第一任君主的加冕地「諾布崗曲登」位於此地。